# Sloot (watergang)

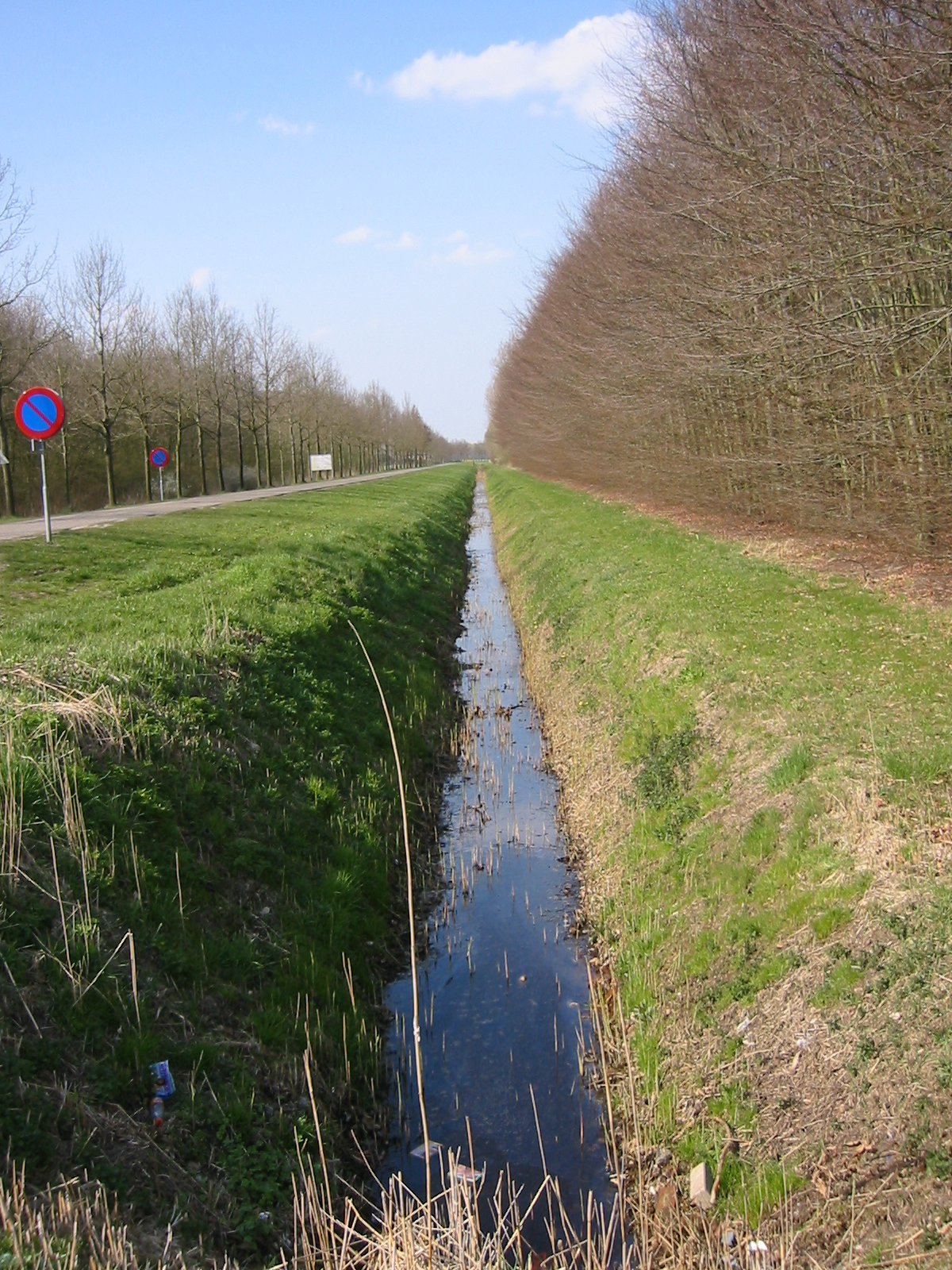
Een goed schoongehouden sloot.

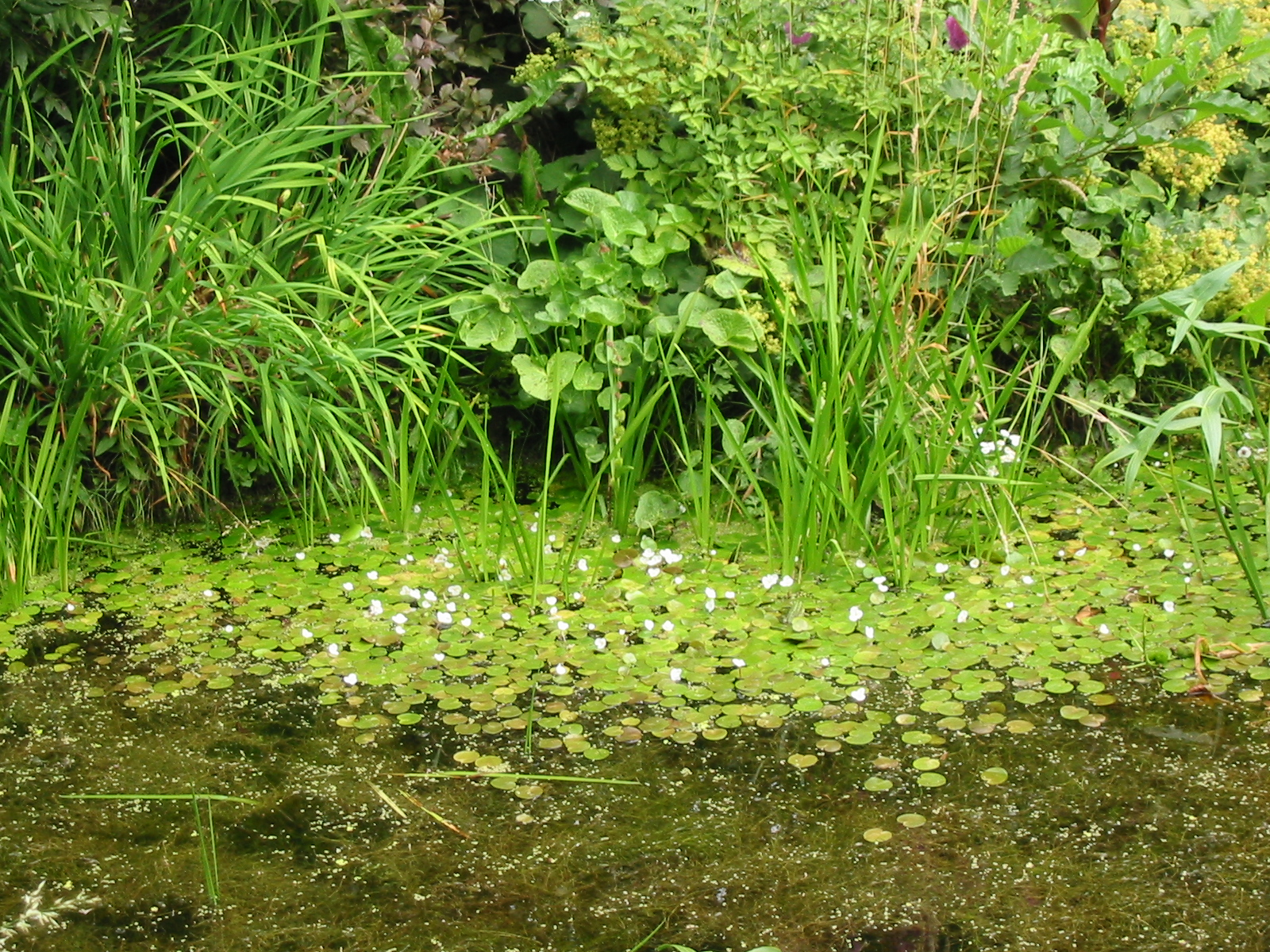
Plantengroei in een sloot, met rechts pijlkruid.

Een sloot (Belgisch-Nederlands: gracht) is een gegraven watergang die dient om overtollig water af te voeren ter voorkoming van wateroverlast, en is breder dan een greppel en smaller dan een gracht. Een sloot is een onderdeel van de waterhuishoudkundige infrastructuur. Het via sloten afgevoerde water wordt elders weggepompt. De doorstroming van het water wordt bij de schouw gecontroleerd.
Sloten vindt men zowel op hooggelegen (landbouw)gronden als in polders, of langs paden en wegen. Sloten kunnen relatief smal zijn, of vele meters breed. Een ondiepe waterafvoer wordt vaak een greppel genoemd. Het waterniveau in sloten in polders wordt vaak zo laag gehouden dat niet alleen regenwater, maar ook een deel van het grondwater van aanliggende weidegronden erheen stroomt. Hoe lager het waterpeil in de sloten in zo'n poldergebied (= het polderpeil), hoe meer grondwater er wordt weggetrokken uit het naastliggende weidegebied. In veenweidegebieden biedt een laag polderpeil het voordeel dat de grond minder zompig en makkelijker betreedbaar en berijdbaar is, dus toegankelijker voor vee en voor landbouwwerktuigen, maar het veen dat boven de grondwaterspiegel uitkomt gaat door inwerking van de lucht langzaam verteren. Het landoppervlak daalt daardoor. En na verloop van jaren moeten de sloten worden verdiept en het polderpeil verlaagd worden om hetzelfde effect te krijgen.
In een sloot die niet vaak leeggeruimd (geslat, gekroosd) wordt van plantengroei, kunnen interessante plantengemeenschappen ontstaan, zoals op de afbeelding hiernaast.
Sloten stoten van nature methaan uit, en deze uitstoot neemt meestal toe als ze aan boerenland grenzen, door de overmatige toediening van meststoffen.
Sloten hebben een secundaire functie: het verdelen van land in percelen. Ook dienen veel sloten als drinkwaterreservoir voor het vee dat op de omringende weilanden staat (veedrenking). Het water wordt dan vaak opgepompt via een slang die in de sloot ligt, door een mechanische pomp die wordt aangestuurd door de snuit van een dorstig dier.

## Sport
- Sloten in de provincie Friesland worden gebruikt voor het beoefenen van de sport fierljeppen (ook bekend als polsstokverspringen). Hierbij wordt een polsstok gebruikt om over sloten te springen.
- In de provincie Zuid-Holland wordt jaarlijks een drekrees gehouden, een wedstrijd over een parcours óver weilanden en vooral dóór sloten.